# Arnold W. Frutkin
Arnold W. Frutkin, né le 30 novembre 1918 à New York et mort le 1er septembre 2020, était directeur adjoint du Comité national américain pour l'Année géophysique internationale en 1957-1958.
La NASA l'embauche en 1959 comme directeur des programmes internationaux où il participe à la construction de presque tous les accords spatiaux internationaux importants.

## Coopération avec la France
Arnold Frutkin  demande au programme spatial français de réaffirmer son engagement à ne pas lancer de satellites commerciaux de télécommunications dans le cadre du projet d’accord Intelsat et  qu'aucun autre satellite de télécommunications ne  soit lancé à des fins commerciales. 
La France a alors dans un premier temps demandé à la NASA de lancer un satellite scientifique embarquant des instruments de recherche. La NASA a d’abord donné son  feu vert. Plus tard, les responsables français ont voulu à leur tour pouvoir développer des satellites à des fins commerciales et le lancement du satellite scientifique français a été annulé. 
André Lebeau,  responsable du CNES à l’époque et Arnold Frutkin  se sont rejeté la responsabilité de cet échec dans la coopération spatiale franco-américaine.

## Coopération avec l'URSS

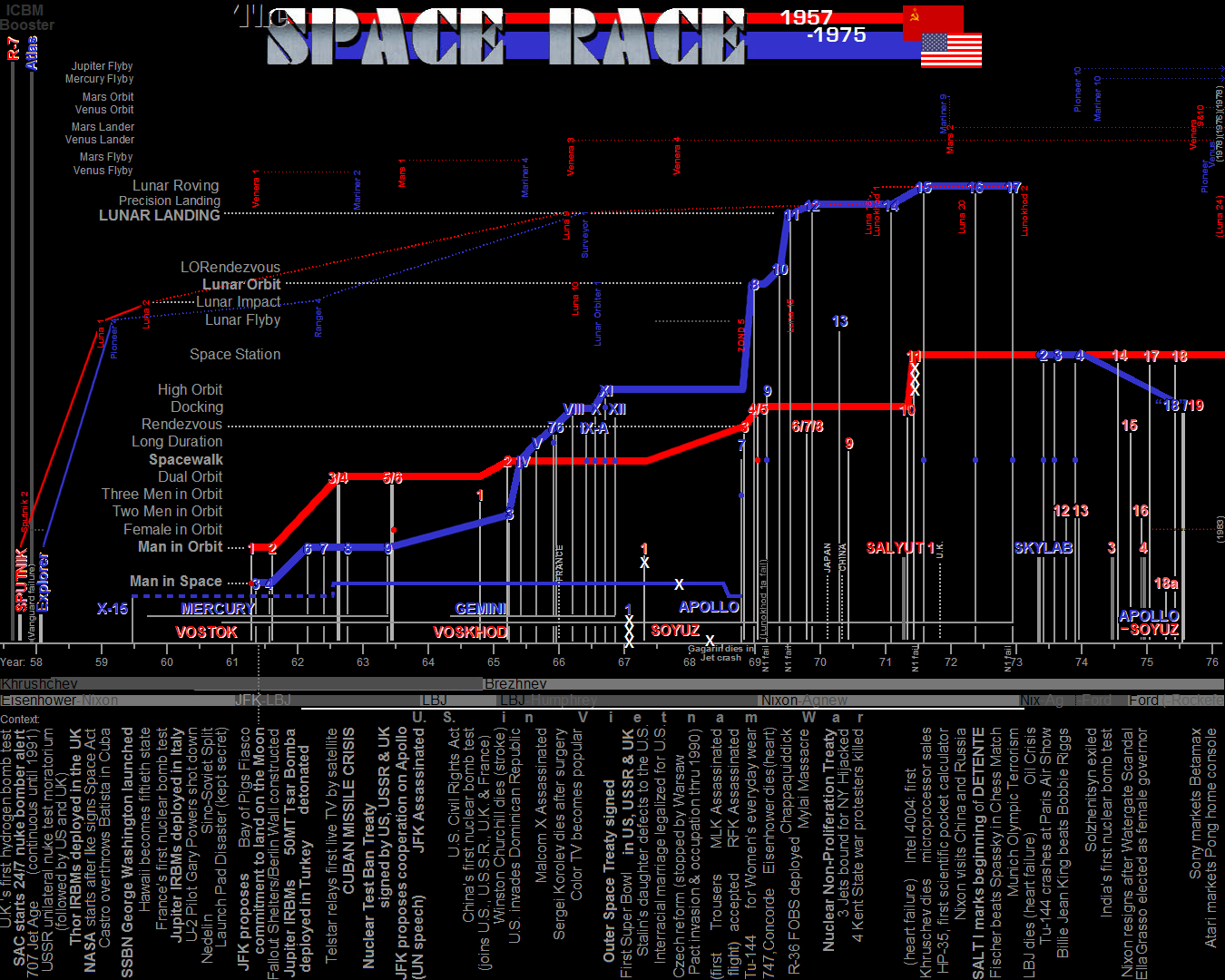
Principaux jalons de la course à l'espace entre 1957 et 1975.

En 1970, Arnold W. Frutkin et Thomas O. Paine débutent des discussions avec les Soviétiques sur le futur projet Apollo-Soyouz Test Project (ASTP). L'accord est signé le 24 mai 1972 et le projet se concrétise en 1975 avec la première mission spatiale conjointe entre l'Union soviétique et les États-Unis.
Après sa retraite, Frutkin a précisé qu'il avait toujours détesté la Course à l'espace entre les États-Unis et l'Union soviétique, mais qu'il avait néanmoins ressenti de la déception après le succès de Spoutnik 1.
En 1973, il obtient la NASA Distinguished Service Medal.
En 1978, il devient administrateur associé pour les relations extérieures avant de prendre sa retraite l'année suivante.